# AJ Bell Stadium
AJ Bell Stadium é um estádio localizado em Salford, Inglaterra, Reino Unido, possui capacidade total para 12.000 pessoas, é a casa do time de rugby Sale Sharks. O estádio foi inaugurado em 2012 em substituição ao antigo estádio The Willows demolido em 2012.